# Yu Hasegawa
Yu Hasegawa (長谷川 悠, Hasegawa Yu) est un footballeur japonais né le 5 juillet 1987. Il évolue au poste d'attaquant.

## Biographie
Yu Hasegawa commence sa carrière professionnelle au Kashiwa Reysol. Il est prêté en 2006 au FC Gifu (club de 4e division), puis en 2007 à l'Avispa Fukuoka (club de 2e division).
En 2008, il est transféré au Montedio Yamagata. Puis en 2012, il s'engage en faveur de l'Omiya Ardija.